# Dream Theater (Album)
Dream Theater ist das selbstbetitelte, zwölfte Studioalbum der amerikanischen Progressive-Metal-/Progressive-Rock-Band Dream Theater. Es wurde am 23. September 2013 in Europa durch Roadrunner Records und einen Tag später in den Vereinigten Staaten veröffentlicht.

## Hintergrund
Im Laufe der A Dramatic Turn of Events Tour im April 2012 begann der Schreibprozess für Dream Theaters selbstbetiteltes Album.
Während der Proben improvisierte die Band und nahm ihre Ideen auf. Gitarrist John Petrucci probierte unabhängig hiervon komponiertes Material aus. Zur Aufnahme betrat die Band Januar 2013 erneut die Cove City Sound Studios in Glen Cove, New York, in denen sie auch ihre vorherigen Alben Train Of Thought, A Dramatic Turn of Events, sowie deren Anteile des diesem Album nachfolgende The Astonishing aufgenommen hatte. Die Aufnahmen wurden im Mai fertiggestellt.
Als Tonmeister wirkte auf dem Album Richard Chycki, Gitarrist der Glam-Metal-Band Winter Rose, bei der Sänger James LaBrie vor seiner Zeit bei Dream Theater ein Mitglied war.

## Komposition
Dream Theater ist das erste Dream Theater-Album, bei dem Schlagzeuger Mike Mangini vollständig von Beginn an am Kreativprozess beteiligt war. Die Schlagzeugparts auf dem Vorgängeralbum A Dramatic Turn of Events waren von John Petrucci per Drumcomputer programmiert und von Mangini nachträglich eingespielt worden. Zu Manginis Arbeit sagte Petrucci: „Wenn die Leute das Schlagzeugspiel auf diesem Album hören, werden sie ziemlich durchdrehen. Auf dem letzten Album hat er einen guten Job gemacht, aber er war nicht am Schreibprozess beteiligt und hatte programmierte Drum-Parts neu eingespielt. Auch wenn er natürlich seine Kreativität benutzte, um alles zu verändern und sein eigenes Ding zu tun, konnte ich nun spüren, dass es nun Mike Mangini mit gesprengten Ketten ist. Er ist für alles verantwortlich. All die Kreativität, all die Entscheidungen und Ideen – und Mann, dieser Typ ist ein Tier.“
Das Album enthält erstmals seit Train of Thought von 2003 zwei Instrumentalstücke, False Awakening Suite und Enigma Machine. Bei den Stücken „False Awakening Suite“ und „Illumination Theory“ spielt zudem ein Streichensemble, dirigiert und arrangiert von Eren Başbuğ.

## Veröffentlichung
Das Album wurde am 24. September 2013 veröffentlicht. Die erste Single des Albums, The Enemy Inside, wurde per Stream auf USA Today am 5. August verfügbar gemacht. Die zweite Single, „Along for the Ride“, wurde einen Monat später für Streaming verfügbar gemacht. Am 16. September stellte das Rolling Stone Magazin eine Woche vor Veröffentlichung das komplette Album als kostenlosen Stream auf seiner Website bereit. Das Album erschien in einer CD-Edition, einer kombinierten CD+DVD-Edition, einer Doppel-Vinyl-LP-Edition, einem limitierten Boxset und digital (sowohl in regulärer als auch hoher Auflösung, wieder in letzterem Fall mit bedeutend weniger Kompression).

## Titelliste
Alle Texte geschrieben von John Petrucci, außer dort, wo anders angegeben. Sämtliche Musik komponiert von Petrucci, Jordan Rudess, James LaBrie, John Myung und Mike Mangini, außer dort, wo anders angegeben.
1. False Awakening Suite – 2:42 (Instrumental; Musik von Petrucci, Rudess)
I. Sleep Paralysis – 0:58
II. Night Terrors – 0:45
III. Lucid Dream – 1:03
2. The Enemy Inside – 6:17
3. The Looking Glass – 4:53
4. Enigma Machine (Instrumental; Musik von Petrucci, Rudess, Myung, Mangini) – 6:01
5. The Bigger Picture – 7:40
6. Behind the Veil – 6:52
7. Surrender to Reason (Text von Myung) – 6:34
8. Along for the Ride (Musik von Petrucci, Rudess) – 4:45
9. Illumination Theory – 22:17
I. Paradoxe de la Lumière Noire (Instrumental) – 1:16
II. Live, Die, Kill – 5:45
III. The Embracing Circle (Instrumental) – 4:09
IV. The Pursuit of Truth – 4:07
V. Surrender, Trust & Passion – 7:00

## Gastmusiker
- Violine I – Misha Gutenberg (Konzertmeister), Larisa Vollis
- Violine II – Yelena Khaimova, Yevgeniy Mansurov
- Viola – Aleksandr Anisimov, Noah Wallace
- Cello – Anastasia Golenisheva, Valeriya Sholokhova
- Kontrabass – Len Sluetsky

## Rezeption

### Preise
Am 6. Dezember 2013 wurde angekündigt, dass The Enemy Inside für einen Grammy Award der Kategorie „Best Metal Performance“ nominiert wurde.

### Rezensionen
Dream Theater wurde positiv aufgenommen. Allmusic nannte es „eines der dynamischeren, weiterreichenden Alben aus DTs Katalog“ und gab besonderes Lob an Mike Manginis voller Integration in die Band. Loudwire gab dem Album eine Wertung von 4,5/5 und sagte: „Gewaltig und atmosphärisch gehen ‘Dream Theater’ an die Grenzen neuer musikalischer Dimensionen, ein kosmisches Reich, das für das Beste reserviert ist.“
Es erhielt außerdem Lob von Metalholic.com: „Macht euch bereit, nicht nur von diesem Album berührt zu werden … ‚Dream Theater‘ ist ein emotionaler Leviathan“. UltimateGuitar.com gab dem Album ein positives Feedback und sagte, „Das musikalische Können ist makellos (wie immer), die Kompositionen sind genial, die Abmischung ist großartig“.

### Charts und Chartplatzierungen
| ChartsChartplatzierungen       | Höchstplatzierung | Wochen |
| ------------------------------ | ----------------- | ------ |
| Deutschland (GfK)              | 4 (4 Wo.)         | 4      |
| Österreich (Ö3)                | 7 (3 Wo.)         | 3      |
| Schweiz (IFPI)                 | 5 (5 Wo.)         | 5      |
| Vereinigtes Königreich (OCC)   | 15 (2 Wo.)        | 2      |
| Vereinigte Staaten (Billboard) | 7 (5 Wo.)         | 5      |